# جین جو هیونگ
جین جو هیونگ (کره‌ای: 진주형؛ زادهٔ کیم جین ته در ۲۴ نوامبر ۱۹۹۴) بازیگر اهل کره جنوبی است. او به خاطر ایفای نقش در شریک مشکوک (۲۰۱۷) شناخته می‌شود.

## فیلم‌شناسی

### فیلم
| سال  | عنوان    | نقش     | توضیحات             |
| ---- | -------- | ------- | ------------------- |
| ۲۰۱۷ | تو با من | رینتارو | فیلم کره‌ای-فیلیپینی |

### مجموعه تلویزیونی
| سال  | عنوان                       | نقش         | منابع |
| ---- | --------------------------- | ----------- | ----- |
| ۲۰۱۳ | رسوایی                      | کارآگاه گو  |       |
| ۲۰۱۴ | مرد تیغه‌ای                  | جونگ جون    |       |
| ۲۰۱۶ | سیندرلا و چهار شوالیه       | جون سو      |       |
| ۲۰۱۶ | هوارانگ: جوانان جنگجوی شاعر | جانگ هیون   |       |
| ۲۰۱۷ | شریک مشکوک                  | گو چان هو   |       |
| ۲۰۱۷ | سزاوار نامت زندگی کن        |             |       |
| ۲۰۱۸ | فردا هم آفتابیه             | لی هان کیول | [ ۳ ] |
| ۲۰۲۳ | به معنای بودن               | مین دو هیون | [ ۴ ] |
| ۲۰۲۴ | رسوایی                      | کیم سوک گی  | [ ۵ ] |